# Kilgour-Matas-Untersuchungsbericht
Der Kilgour-Matas-Untersuchungsbericht ist ein Untersuchungsbericht von 2006 (2007 aktualisiert) über die Anschuldigungen des Organraubs an lebenden Falun-Gong-Praktizierenden in China. Der kanadische Staatssekretär und Kronanwalt David Kilgour PC und der Menschenrechtsanwalt David Matas führten diese Untersuchung durch. Die Koalition zur Untersuchung der Verfolgung von Falun Gong in China (CIPFG) beantragte diesen Bericht, nachdem im März 2006 die Frau eines Chirurgen behauptet hatte, dass Falun-Gong-Praktizierenden heimlich und gegen ihren Willen im Thrombosekrankenhaus in Sujiatun Organe entfernt werden. Der Bericht beruht auf Indizienbeweise und kam zum Ergebnis, dass „es umfangreiche erzwungene Organentnahmen an Falun-Gong-Praktizierenden gegeben habe und es heute noch gibt.“ China hat diese Behauptungen konsequent abgestritten.
Der ursprüngliche Bericht wurde gemischt aufgenommen. Dr. Thomas Lum erwähnte am 11. August 2006 im CRS Report for Congress „China and Falun Gong“, dass sich der Bericht zum größten Teil auf logische Schlussfolgerungen stütze und „viele Behauptungen und Argumente von internationalen Menschenrechtsexperten weitgehend anerkannt werden“. Andererseits würden „scheinbar einige der Hauptbeweise den Ergebnissen anderer Untersuchungen widersprechen“. In dem ursprünglichen Bericht vom 6. Juli 2006 belegten Kilgour und Matas, dass „die [Organ-]Quelle der 41.500 Transplantationen für die sechs Jahresperiode 2000 bis 2005 ungeklärt ist“ und schlussfolgerten, dass „es umfangreiche erzwungene Organentnahmen an Falun-Gong-Praktizierenden gegeben habe und es heute noch gibt.“ Der UN-Sonderberichterstatter für Folter Manfred Nowak sagte im März 2007, dass die Indizienkette, die Kilgour und Matas dokumentierten, „ein zusammenhängendes Bild gibt, das Grund zur Besorgnis verursacht“. Dies veranlasste den UN-Ausschuss gegen Folter im November 2008, eine Anfrage für „eine volle Erklärung der Quelle der Organtransplantationen“, zu stellen, um die Behauptungen des Organraubs zu untersuchen und Maßnahmen zu ergreifen, damit diejenigen, die Misshandlungen durchführen, bestraft werden. Unter anderen internationalen Bedenken erwähnte die nationale Nierenstiftung in den USA, dass sie über diese Anschuldigungen „zutiefst besorgt“ sei.
Nach der Veröffentlichung des ursprünglichen Berichts am 6. Juli 2006 erklärten chinesische Beamte, dass China die Prinzipien der Weltgesundheitsorganisation einhalte, die den Verkauf menschlicher Organe ohne schriftliche Zustimmung des Spenders verbieten. Sie verurteilten den Bericht als Verleumdung „aufgrund von Gerüchten und falschen Anschuldigungen“, und sagten, dass die chinesische Regierung bereits die Behauptungen untersucht hätte und dass diese unbegründet seien. Der Bericht von Kilgour und Matas ist in Russland und China verboten.
Andere Ermittler griffen die Anschuldigung des Organraubs noch vor der Veröffentlichung des Kilgour-Matas-Berichtes auf und führten eigene Ermittlungen durch. Ihre Ergebnisse bestätigten Kilgours und Matas Schlussfolgerungen. Kirk Allison, stellvertretender Direktor des Programms für Menschenrechte und Medizin an der University of Minnesota, kam zu dem Schluss, dass der Organraub an Falun-Gong-Praktizierenden tatsächlich stattfindet. Der China-Analytiker Ethan Gutmann griff den Kilgour-Matas-Bericht auf und führte eigene Untersuchungen durch. Gutmann schätzte, dass zwischen 450.000 und einer Million Falun-Gong-Anhänger zu jedem beliebigen Zeitpunkt in Arbeitslagern und Gefängnissen eingesperrt wurden und vielleicht Zehntausende für den Organraub vorgesehen sind.
Im Januar 2007 legten Kilgour und Matas eine erweiterte Fassung ihres Untersuchungsberichtes vor. 2009 veröffentlichten die Autoren eine aktualisierte Version des Berichts als Buch mit dem Titel Bloody Harvest: The killing of Falun Gong for their organs und erhielten im gleichen Jahr eine Auszeichnung der Internationalen Gesellschaft für Menschenrechte. 2010 wurden Kilgour und Matas für ihren Untersuchungsbericht und die anschließende Öffentlichkeitsarbeit für den Friedensnobelpreis vorgeschlagen.

## Hintergrund

### Falun Gong
Falun Gong, auch als Falun Dafa bekannt, ist eine spirituelle Qigong-Praktik, die aus Körperübungen, einer Meditation und einer Moralphilosophie besteht, und an die buddhistische Tradition anknüpft. Die Praktik wurde zum ersten Mal im Frühjahr 1992, gegen Ende des chinesischen „Qigong-Booms“, von Li Hongzhi in Nordost-China öffentlich gelehrt.
Zunächst wurde Falun Dafa von der Kommunistischen Partei aktiv unterstützt. Beispielsweise lobte im September 1993 das Ministerium für Öffentliche Sicherheit Falun Gong dafür, die „traditionellen Tugenden zur Verbrechensbekämpfung des chinesischen Volkes zu fördern, indem es die soziale Ordnung und Sicherheit gewährleistet und die Rechtschaffenheit in der Gesellschaft fördert“. Im Dezember desselben Jahres erhielt Falun Gong den „Preis für Fortschrittliche Grenzwissenschaft“. Qiao Shi, der pensionierte Vorsitzende des Ständigen Ausschusses des Nationalen Volkskongresses äußert sich 1998 über Falun Gong, dass es „für das chinesische Volk und China Hunderte Vorteile und nicht einen einzigen schlechten Effekt hat“. Im Oktober 1998 veröffentlichte Chinas Nationale Sportkommission eine medizinische Untersuchung an über 12.000 Falun-Gong-Praktizierenden und berichtete, dass 97,9 % der Befragten ihre Gesundheit verbessert hatten. Die Untersuchung kommt zu dem Ergebnis: „… dass die Übungen und Auswirkungen von Falun Gong hervorragend sind. Die Praktik hat einen außerordentlichen Beitrag zur Verbesserung der Stabilität und Ethik der Gesellschaft geleistet.“ Im Februar 1999 stellte Wu Shaozu von der Nationalen Sportkommission Chinas in einem Interview mit U.S. News & World Report fest, dass die Popularität von Falun Gong die Gesundheitskosten dramatisch reduziert habe, und der damalige Premier Zhu Rongji darüber sehr glücklich sei. Durch die Unterstützung der chinesischen Regierung wuchs die Popularität von Falun Dafa und eine Phase rasanten Wachstums setzte ein.
Am 20. Juli 1999 begann jedoch die Kommunistische Partei Chinas eine Kampagne zur „Ausrottung von Falun Gong“, mit der die spirituelle Praktik in China beseitigt werden sollte. Um die Verfolgung von Falun Gong an- und auszuführen, wurde am 10. Juni 1999 eine außerrechtliche Organisation namens Büro 610 gegründet, dessen Aufgabe bis heute die Koordination und Überwachung der Beseitigung von Falun Gong ist. Die im Anschluss folgende Unterdrückung war begleitet von dem was Amnesty International eine „massive Propagandakampagne“ nannte. Die Maßnahmen der Verfolgung beinhalteten eine umfassende Propaganda-Kampagne, ein Programm erzwungener ideologischer Konversion und Umerziehung, und eine Vielzahl ungesetzlicher Zwangsmaßnahmen, wie willkürliche Verhaftungen, Zwangsarbeit und körperliche Folter, oft mit Todesfolge. Ausländische Beobachter schätzen, dass Hunderttausende, vielleicht Millionen Falun-Gong-Praktizierende in Arbeitslagern zur Umerziehung durch Arbeit sowie in Gefängnissen und anderen Hafteinrichtungen eingesperrt worden sind, weil sie sich weigerten, die spirituelle Praktik aufzugeben. Ehemalige Gefangene berichteten, dass Falun-Gong-Praktizierende regelmäßig „die längsten Urteile und die schlimmste Behandlung“ in Arbeitslagern erhielten. In einigen Einrichtungen stellen Falun-Gong-Praktizierende sogar die große Mehrheit der Gefangenen dar. Auf Befehl aus Peking werden Praktizierende einer zwangsweisen „Umerziehung“, systematischer Folter, rechtswidriger Inhaftierung, Zwangsarbeit und missbräuchlicher psychiatrischer Maßnahmen unterworfen, mit dem offensichtlichen Ziel, Praktizierende zu zwingen, ihren Glauben an Falun Gong aufzugeben. Laut New York Times wurden bis 2009 innerhalb der Verfolgungskampagne mindestens 2000 Falun-Gong-Praktizierende zu Tode gefoltert. Einige internationale Beobachter und Justizbehörden beschrieben die Kampagne gegen Falun Gong als Völkermord.

### Organtransplantation in China
Hauptartikel:Organtransplantation in China
China betreibt seit den 1960er Jahren ein Programm für Organtransplantation, das weltweit zu den größten Programmen dieser Art zählt. 2004 erreichte es einen ersten Höchststand von über 13.000 Transplantationen (im Nieren- und Leberbereich). Unfreiwillige Organentnahmen sind nach dem chinesischen Gesetz rechtswidrig, doch wurde dies durch eine Bestimmung im Jahr 1984 legalisiert, sodass Organe von zum Tode verurteilten Kriminellen mit der Zustimmung der kriminellen Person oder der Erlaubnis der Verwandten entfernt werden können. In den 1990er-Jahren wurden internationale Bedenken über mögliche ethische Verletzungen, die durch erzwungene Zustimmung und Korruption entstehen könnten, immer stärker. Dies führte dazu, dass medizinische Gruppen und Menschenrechtsorganisationen begannen, diese Praktik zu verurteilen. 2001 gewannen diese Bedenken wieder an Aktualität, als der chinesische Chirurg Wang Guoqi in den USA politisches Asyl beantragte. Vor dem US-Repräsentantenhaus sagte er aus, dass er im Allgemeinen Brigadekrankenhaus der paramilitärischen Polizei in Tianjin bei über 100 hingerichteten Häftlingen Haut, Augenhornhäute und andere Gewebeteile für den Organmarkt entnommen habe, und dass mindestens einer der Gefangenen während der Operation noch atmete. Darüber hinaus habe er noch andere Ärzte bei der Organentnahme hingerichteter Gefangener gesehen, die das Krankenhaus an Ausländer verkaufte.
Im Jahr 2005 verlangte der Weltärztebund ausdrücklich, dass China damit aufhört, Gefangene als Organspender zu benutzen, und im Dezember 2005 gab der stellvertretende Gesundheitsminister Chinas Huang Jiefu zu, dass die Praktik der Organentfernung bei hingerichteten Gefangenen weitverbreitet sei und 95 % aller Organe für Organtransplantationen in China von hingerichteten Gefangenen stammen. Gleichzeitig versprach er, Schritte zu unternehmen, um diesen Missbrauch zu beenden. Doch trotz dieses Versprechens folgten keine Veränderungen, sodass der Weltärztebund 2006 China erneut aufforderte, keine Gefangenen mehr als Organspender zu nutzen.

### Sujiatun
Innerhalb eines Monats nach der Presseberichterstattung teilten dritte Ermittler mit, unter anderem Vertreter des US-Außenministeriums, dass es für diese Behauptungen momentan nur unzureichende Beweise gäbe.
Nach Bekanntwerden der im März erhobenen Anschuldigungen bezweifelte der Menschenrechtsaktivist Harry Wu die Vorwürfe, dass Falun-Gong-Praktizierende Ziel eines großangelegten Organraubes sein könnten. Dies, obwohl er selbst und seine Laogai-Foundation bereits 1995 vor dem Senatsausschuss für Auswärtige Beziehungen der Vereinigten Staaten zum Organhandel aussagte und er 2001 die Aussage des Chirurgen Wang Guogi vor dem US-Repräsentantenhaus als „sehr glaubwürdig“ bezeichnete, dass zum Tode verurteilte Häftlinge auf Abruf für ihre Organe getötet werden. Wu hinterfragte auch die Glaubwürdigkeit der Whistleblower von Sujiatun, obwohl er diese laut David Matas gar nicht interviewt hatte. Matas fand, dass es gegenüber den Zeugen und dem Wahrheitsfindungsprozess unfair sei, die Aussagen als Lügen zu bezeichnen, ohne die Zeugen selbst befragt zu haben. Des Weiteren beschrieb Harry Wu als medizinischer Laie das Volumen der Organentnahmen, die Annie beschrieben hatte (2000 Entnahmen der Augenhornhaut in zwei Jahren) als „technisch unmöglich“, wobei dies laut medizinischen Experten sehr wohl möglich sei. Mohan Rajan beschrieb die Operationsdauer mit nur 20 Minuten, wodurch ein einziger Chirurg 2000 Augenhornhäute in 83 Tagen entfernen könnte. Im Juli 2006 veröffentlichte Wu einen Artikel, der seine Untersuchungsergebnisse beinhalten sollte. Matas kritisierte den Inhalt mit dem Argument, dass Wus Artikel dessen Ansichten aus einem Brief vom 21. März widerspiegelten, den er bereits zwei Monate vor Abschluss seiner eigenen Untersuchung veröffentlicht hatte. Aufgrund dessen könne Wus Aussage nicht auf seiner eigenen vollständigen Untersuchung beruhen.
Am 14. April 2006 schrieb das US-Außenministerium, dass US-Vertreter bei ihrem Besuch in Sujiatun „keine Beweise gefunden hätten, um die Behauptungen zu unterstützen, dass ein Ort im Nordosten Chinas als Konzentrationslager benutzt wurde, um Falun-Gong-Praktizierende einzusperren und ihre Organe zu entfernen“. Sie fügten jedoch hinzu: „Unabhängig von diesen konkreten Behauptungen bleiben die USA besorgt über Chinas Unterdrückung der Falun-Gong-Praktizierenden und über die Berichte des Organraubs.“
Bald danach, im Mai 2006, bat die Koalition zur Untersuchung der Verfolgung von Falun Gong in China den ehemaligen kanadischen Staatssekretär und Kronanwalt David Kilgour und der Menschenrechtsanwalt David Matas, die weiteren Anschuldigungen des Organraubs an Falun-Gong-Anhängern in China zu untersuchen. Kilgour und Matas stimmten zu, die Untersuchung durchzuführen.
Nach Veröffentlichung des Untersuchungsberichtes von Kilgour und Matas forderten UN-Sonderberichterstatter von 2006 bis 2008 mehrmals die chinesische Regierung auf, Fragen über die Organquellen und die kurzen Wartezeiten für das Finden perfekt aufeinander abgestimmter Organe sowie den Zusammenhang zwischen dem plötzlichen Anstieg der Organtransplantationen in China und dem Beginn der Verfolgung von Falun Gong zu beantworten. Diese Anfragen wurden von den chinesischen Behörden nicht zufriedenstellend beantwortet. Gleichzeitig wies Chinas Botschaft in Kanada im Juli 2006 und erneut im April 2007 die Anschuldigungen des Organraubs zurück und bestand darauf, dass China die Prinzipien der Weltgesundheitsorganisation befolge und der Verkauf menschlicher Organe ohne schriftliches Einverständnis der Organspender verboten sei. Dies, obwohl Huang Jiefu, der stellvertretende Gesundheitsminister Chinas, bereits im Dezember 2005 bestätigt hatte, dass die Praktik der Organentnahme bei Inhaftierten weit verbreitet sei.
Am 20. März 2007 legte der UN-Sonderberichterstatter der Vereinten Nationen für Folter Manfred Nowak auf dem 4. Treffen des Menschenrechtsrates in Genf seinen Jahresbericht vor, in dem er direkt auf den Organraub an Falun-Gong-Praktizierenden hinwies. Zusätzlich erklärte Nowak, dass die chinesische Regierung im März 2006, also kurz nach der Veröffentlichung des Kilgour-Matas-Untersuchungsberichtes, einen Gesetzentwurf vorgestellt hatte, der den Verkauf menschlicher Organe verbietet, eine schriftliche Einwilligung der Organspender verlangt und Transplantationen auf Institutionen begrenzt, die die Organquelle nachweisen können. Dieses Gesetz sollte am 1. Juli 2006 in Kraft getreten sein. Manfred Nowak wies jedoch darauf hin, dass im Gegensatz zur Behauptung der chinesischen Regierung „bis zu dem heutigen Tag [März 2007] das chinesische Gesetz den Kauf und Verkauf von Organen erlaubt; keine schriftliche Erlaubnis des Organspenders fordert; es keine Einschränkung für Institutionen gibt, sich an der Organbeschaffung bzw. Transplantation zu beteiligen; es keine Auflagen gibt, dass die an Organtransplantationen beteiligten Institute die legalen Quellen der transplantierten Organe nachweisen müssen; und es hat keine Verpflichtung gibt, dass Ethikkomitees für Transplantationen alle Transplantationen im Vorfeld genehmigen müssen.“
Im November 2008 äußerte der UN-Ausschuss gegen Folter seine Besorgnis über die Anschuldigungen und verlangte von China „sofort eine unabhängige Untersuchung der Behauptungen durchzuführen oder in Auftrag zu geben“ und Maßnahmen zu ergreifen, „um sicherzustellen, dass die Verantwortlichen solcher Misshandlungen angeklagt und bestraft werden.“

## Der Untersuchungsbericht
Der Untersuchungsbericht wurde erstmals im Juli 2006 der Öffentlichkeit vorgestellt. Eine zweite (revidierte) Ausgabe erfolgte im Januar 2007 und beinhaltete weitere Untersuchungsergebnisse. Am 22. August 2008 wiesen Kilgour und Matas in einer Presseerklärung auf weitere Beweise hin, die ihr Untersuchungsergebnis bestätigten. 2009 wurde der Untersuchungsbericht mit weiteren Beweisen in Buchform publiziert.

### Der erste Bericht

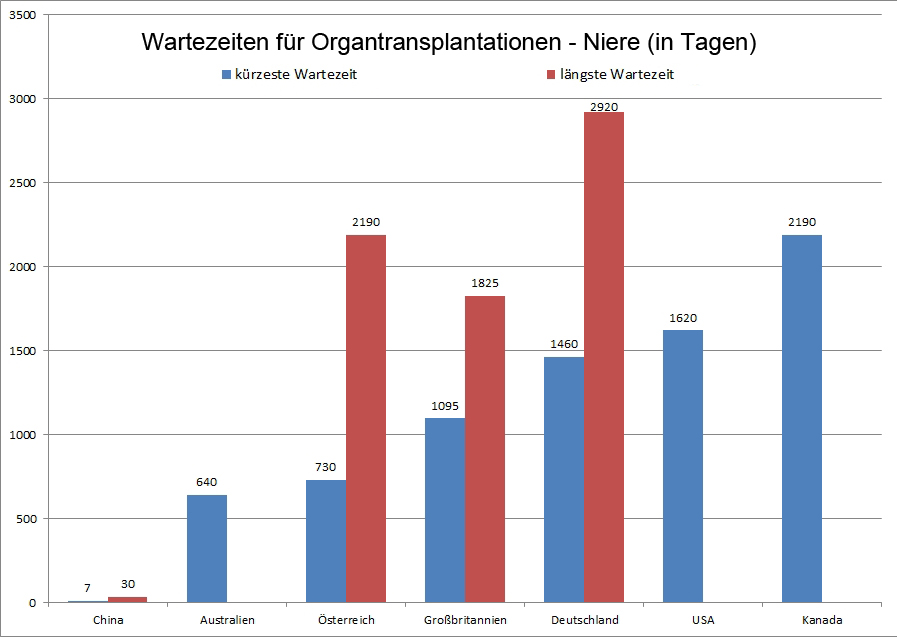
Vergleich der durchschnittlichen Wartezeiten in Tagen für eine Nierentransplantation eines Erwachsenen in verschiedenen Ländern

Am 20. Juli 2006 präsentierten Kilgour und Matas die Ergebnisse ihrer zwei Monate langen Untersuchung als Bericht zu den Anschuldigungen der Organentnahmen an Falun-Gong-Praktizierenden in China. Der Bericht führt 33 Stränge von Indizienbeweisen auf, sodass Kilgour und Matas, in Ermangelung irgendwelcher Widerlegungen, zunehmend zu dem Schluss kamen, dass „die Regierung Chinas und ihre Agenturen in zahlreichen Teilen des Landes, insbesondere in Krankenhäusern, aber auch in Haftanstalten und Volksgerichten, seit 1999 eine unbekannte, aber große Anzahl der Falun-Gong-Gefangenen aus Gewissensgründen getötet haben. Ihre lebenswichtigen Organe, einschließlich Nieren, Lebern, Augenhornhaut und Herzen, wurden ohne Zustimmung entfernt und zu hohen Preisen verkauft. Manchmal an Ausländer, die in der Regel in ihren Heimatländern mit langen Wartezeiten für eine freiwillige Organspende konfrontiert sind.“ Der Bericht weist auf die extrem kurzen Wartezeiten für Organe in China hin: Wenige Tage für eine Niere und ein bis zwei Wochen für eine Leber im Vergleich zu beispielsweise 32,5 Monaten in Kanada. Ihre Feststellung war, dass dies ein Hinweis dafür sei, dass Organe auf Nachfrage beschafft werden. Zudem weist der Bericht darauf hin, dass seit 1999 eine deutliche Steigerung der jährlichen Organtransplantationen in China stattgefunden habe, was dem Beginn der Verfolgung von Falun Gong entspreche. Im Juni 2004 hatte das Medizinische Journal der bewaffneten Volkspolizeikräfte Chinas veröffentlicht, dass sowohl das Beijing Friendship Hospital als auch das Guangzhou Nanfang Hospital bereits im Jahr 2000 über 2000 Nierentransplantationen durchgeführt hatten, während viele andere Krankenhäuser über 1000 Transplantationen kamen. Obwohl das Niveau der freiwilligen Organspenden in China sehr niedrig ist (von 1980 bis 2010 gab es nach Regierungsangaben lediglich 130 freiwillige Organspender), führt China weltweit die zweithöchste Anzahl der jährlich durchgeführten Transplantationen durch.
Chinesische Transplantationszentren: Des Weiteren präsentierten Kilgour und Matas Aussagen chinesischer Transplantationszentren auf deren eigenen Websites, die mit einer sofortigen Organverfügbarkeit von Lebendspendern warben: Das China International Transplantation Network Assistance Center warb im Januar 2006 noch direkt mit Preisen für Organe: Eine Niere wurde für 62.000 $, eine Leber für 98.000 bis 130.000 $ … angeboten. Das Krankenhaus warb dabei mit folgenden Worten: „Es dauert nur einen Monat für eine Lebertransplantation, maximal zwei Monate. Für Nierentransplantationen dauert es eine Woche, um einen geeigneten Spender zu finden, maximal einen Monat.“ Das Organ-Angebot wurde sogar mit einer Garantie versehen: „Sollte der Arzt während der Transplantation feststellen, dass das Spenderorgan nicht geeignet ist, wird dem Patienten ein anderer Organspender angeboten und die Operation innerhalb einer Woche wiederholt.“
Telefoninterviews: Im Bericht legten Kilgour und Matas Abschriften von Telefoninterviews vor, in denen das Personal von Gefängnissen und Krankenhäusern voraussichtlichen Transplantationspatienten sagten, dass sie Falun-Gong-Organe erhalten könnten. Auszug: Im März 2006 antwortete ein Arzt der Organtransplantationsklinik des Krankenhauses Zhongshan in Shanghai auf die Frage „Gibt es Organe, die von Falun Gong[-Praktizierenden] kommen?“ mit „Alle, die wir haben, sind von diesem Typ.“ Im gleichen Monat gab ein Angestellter des Krankenhaus Tongji der Stadt Wuhan, Provinz Hunan, zur Frage „Wir suchen nach Organen lebender Gefangener, zum Beispiel lebende Körper von Gefangenen, die Falun Gong praktizieren. Ist das möglich?“ die Auskunft „Das ist kein Problem.“ Im Mai erwiderte ein Arzt des Krankenhaus Minzu der Stadt Nanning in der Autonomen Region Guangxi die Fragen „Dann verwenden sie Organe von Falun-Gong-Praktizierenden?“ und „… und sie [die Organe] stammen von gesunden Falun-Gong-Praktizierenden?“ mit „Richtig …“ beziehungsweise mit „Richtig. Wir wählen die Guten aus, um die Qualität unserer Operation zu gewährleisten.“ Auf die Frage, woher die Organe kommen und wie diese beschafft werden, erklärte der Arzt, dass diese von Gefängnissen kämen und er selbst dorthin ginge, um diese auszuwählen. Und das Haftzentrum der Stadt Mishan, Provinz Heilongjiang, beantwortete im Juni 2006 die Fragen „Haben Sie [Organ-]Spender, die Falun-Gong-Praktizierende sind? … Wie viele Falun Gong-Praktizierende [Spender] unter 40 haben Sie?“ mit „Eine ganze Menge.“
Die Autoren qualifizierten ihre Ergebnisse zusätzlich dadurch, dass sie bei der Überprüfung dieser Anschuldigungen Schwierigkeiten hatten, da beispielsweise unabhängige Stellen die Situation in China nicht untersuchen durften, Beweise von Augenzeugen schwer zu erhalten waren, offizielle Informationen über Organtransplantationen oft vorenthalten wurden und Kilgour und Matas selbst keine Genehmigung für ein Visum bekamen, um nach China einzureisen, um dort alles zu untersuchen.

### Zweiter Bericht
In der im Januar 2007 veröffentlichten erweiterten Ausgabe Blutige Ernte: Revidierter Bericht über die Anschuldigungen des Organraubs an Falun-Gong-Praktizierenden in China nahmen Kilgour und Matas zu den Reaktionen der chinesischen Regierung Stellung. Am 6. Juli 2006, einen Tag nach Veröffentlichung des Untersuchungsberichtes, lehnte die chinesische Regierung diesen direkt ab. Am 26. Juli reagierte sie erneut, diesmal mit Kritik, die bereits in der ersten Reaktion geäußert worden war. Kilgour und Matas hatten erwartet, dass Chinas Regierung den Sachverhalt widerlegende Argumente bringen würde, doch gab es keine. Stattdessen war die Reaktion durch Angriffe gegen Falun Gong geprägt. Für Kilgour und Matas machten solche Angriffe die Verletzung der grundlegenden Menschenrechte der Falun-Gong-Praktizierenden möglich. Schließlich kamen beide Ermittler zum Schluss, dass die Regierung Chinas durch ihre unsachliche und nicht überzeugende Reaktion die Grundlage des ersten Berichts verstärkt habe.
Kritisierte Fehler: China fand in der ersten Ausgabe des Untersuchungsberichts zwei sachliche Fehler, denn Kilgour und Matas hatten zwei Städten falsche Provinzen zugewiesen. Die Fehler befanden sich in den Überschriften, jedoch nicht im Text, und wurden in der revidierten Ausgabe korrigiert. Die Autoren wiesen diese Fehler als nichtig ab, da sie nichts mit der Analyse und Schlussfolgerung ihres Berichts an sich zu tun hätten. Durch die Korrektur kam jedoch laut Kilgour und Matas heraus, dass „die Praxis des Organraubs an Falun-Gong-Praktizierenden weiter verbreitet ist als ursprünglich berichtet“, da auch in der Provinz Hubei die Praxis des Organraubs vorkam, was zuvor nicht berücksichtigt worden war. Eine weitere Anschuldigung seitens Chinas war jedoch falsch: Die chinesische Regierung behauptete, dass der Vorwurf des Organraubs im Thrombosekrankenhaus Sujiatun von Falun Gong stamme. Die Anschuldigung kam jedoch von der Frau eines Chirurgen, der selbst in diesem Krankenhaus tätig war, und beide waren keine Falun-Gong-Praktizierende.
Fakten zur Organtransplantationsindustrie: Im zweiten Bericht wiesen Kilgour und Matas darauf hin, dass die Organtransplantationsindustrie in China ein boomendes Geschäft sei. Vor 1999 gab es in ganz China nur 22 Zentren für Lebertransplantationen, doch Mitte April 2006 gab es bereits 500. Die Anzahl der Einrichtungen für Nierentransplantationen stieg von 106 im Jahre 2001 auf 368 im Jahre 2005. Kilgour und Matas schlussfolgerten daraus, dass die Etablierung solcher Einrichtungen zum einen ein Zeichen für den Umfang der vollzogenen Organtransplantationen darstelle, zum anderen aber auch eine Verpflichtung für deren Fortsetzung sei. Für die Ermittler ließ die Schaffung kompletter Einrichtungen für Organtransplantationen eine langfristige Planung erkennen.
Schlussfolgerung: In Abwesenheit von Beweisen, die die Anschuldigungen des Organraubs widerlegen würden, wie beispielsweise ein Register der chinesischen Regierung, die jeden Organspender und jede Spende identifiziert, schlussfolgerten Kilgour und Matas, dass die Anschuldigungen des Organraubs an lebenden Falun-Gong-Praktizierenden in China wahr seien und dass diese Praktik noch andauere. Sie forderten ein Verbot für kanadische Bürger, wegen einer Transplantation nach China zu reisen.
Bis November 2014 wurde dieser Bericht in 21 Sprachen übersetzt.

### Bücher
2009 veröffentlichten Kilgour und Matas eine aktualisierte Version des Untersuchungsberichts als Buch mit dem Titel Blutige Ernte: Das Töten von Falun Gong für ihre Organe. Es beinhaltet neues Material und Interviews und besteht aus zwei Teilen. Im ersten Teil werden die Beweise dargelegt. Im zweiten Teil werden Einzelheiten der Reaktionen beschrieben, die der endgültige Bericht erhielt. Dazu kommen die Öffentlichkeitsarbeit mit Vorschlägen, die Matas und Kilgour unternahmen, um den Missbrauch zu beenden, den sie eindeutig identifiziert hatten.
2014 veröffentlichte der Chinaanalytiker und Enthüllungsjournalist Ethan Gutmann sein Buch „The Slaughter“, das seine eigenen über acht Jahre hinweg geführten Ermittlungen zum Organraub an Falun-Gong-Praktizierenden beinhaltet, die durch den Untersuchungsbericht von Kilgour und Matas ausgelöst wurden. Gutmann kam zum Schluss, dass von 2000 bis 2008 insgesamt 65.000 bis 100.000 Falun-Gong-Praktizierende für ihre Organe getötet wurden, und in dieser Zeit zwischen 450.000 und eine Million Falun-Gong-Praktizierende inhaftiert waren.
2016 veröffentlichten Kilgour, Matas und Gutmann ihren gemeinsam erstellten Untersuchungsbericht „Bloody Harvest / The Slaughter — An Update“. Der 680 Seiten umfassende Bericht stellt eine forensische Analyse aus über 2300 Quellen dar, bestehend aus öffentlich verfügbare Zahlen chinesischer Krankenhäuser in ganz China, die massiv von Regierungsangaben abweichen; Interviews mit Ärzten, die von sich behaupten, Tausende Transplantationen durchgeführt zu haben; Medienberichten, öffentlichen Erklärungen, medizinischen Journalen und öffentlich zugänglichen Datenbanken. Laut Untersuchungsbericht fanden seit dem Jahr 2000 bis 2015 an 712 Krankenhäusern in ganz China annähernd 1,5 Millionen Nieren- und Lebertransplantationen statt, sodass jährlich zwischen 60.000 und 100.000 Organtransplantationen in China durchgeführt werden.

## Öffentlichkeitsarbeit – Auszug
Nach Abschluss ihrer Untersuchung und Übergabe ihrer ermittelten Ergebnisse an die Vereinten Nationen, reisten Kilgour und Matas in über 50 westliche und asiatische Länder, um Regierungen, Menschenrechtsorganisationen, medizinische Kreise und Medien über dieses staatlich sanktionierte Verbrechen zu informieren, das sie selbst als „neue Form des Bösen auf unserem Planeten“ bezeichneten.
Am 20. November 2013 stellte David Kilgour seinen Untersuchungsbericht auf einem Symposium im Schwedischen Parlament vor.
Am 10. November 2015 wiesen David Matas und David Kilgour in ihrer Rede bei TEDxMünchen darauf hin, dass sich bis heute nichts an dem Verbrechen des staatlich sanktionierten Organraubs an Falun-Gong-Praktizierenden geändert habe, lediglich fahren einige Krankenhäuser nicht mehr damit fort, so unverhohlen dafür zu werben. Darüber hinaus bleibe die chinesische Regierung weiterhin die Antwort schuldig, woher die Organe für die Transplantationen kommen.

## Auszeichnungen
- Verleihung des Menschenrechtspreises 2009 der Internationalen Gesellschaft für Menschenrechte (IGFM) in der Schweiz[103]
- Nominierung für den Friedensnobelpreis 2010[100][104]

## Reaktionen
Die Anschuldigungen der unfreiwilligen Organentnahme an Falun-Gong-Anhängern, die im Kilgour-Matas-Untersuchungsbericht aufgeführt werden, erhielt erhebliche Berichterstattung durch die Medien, besonders in Kanada, Europa und Australien. Mehrere Regierungen verurteilten die Praktiken des Transplantationstourismus und forderten die chinesische Regierung auf, zu den Anschuldigungen Stellung zu nehmen. Chinesische Beamte bestritten wiederholt wütend die Anschuldigungen des Organraubs, der in diesem Bericht aufgeführt wird. Als der erste Bericht veröffentlicht worden war, erklärte China, dass es die Prinzipien der Weltgesundheitsorganisation einhalten würde, die den Verkauf menschlicher Organe ohne schriftliche Zustimmung des Spenders verbiete, und verurteilte den Bericht.
Neben China verbot auch Russlands Justizminister den Untersuchungsbericht. Das Verbot wurde im Dezember 2011 von einem Berufungsgericht bestätigt, das darauf hinwies, dass der Bericht „ein negatives Bild von China, seinem sozialen und politischen System, den Politikern, Medizinern, Militär etc.“ zeichne. Durch das Urteil könnten Kilgour und Matas auch strafrechtlich verfolgt werden, wenn sie nach Russland reisen, um ihren Untersuchungsbericht vorzustellen. Matas äußerte zu dem Urteil, dass dieses jegliche Kritik an China innerhalb Russland verbiete.

### Beobachter
Dr. Thomas Lum vom wissenschaftlichen Dienst des US-Kongresses erwähnte in seinem Report, dass sich der Untersuchungsbericht zum größten Teil auf logische Schlussfolgerungen stütze und „viele Behauptungen und Argumente im Bericht von Kilgour-Matas von internationalen Menschenrechtsexperten weitgehend akzeptiert werden“. Andererseits schienen „Transkripte von Telefongesprächen, in denen die PRC-Befragten angaben, dass Organe, die von lebenden Falun-Gong-Inhaftierten entfernt wurden, für Transplantationen verwendet wurden“, nicht glaubwürdig zu sein, da „diese augenscheinliche Offenheit unwahrscheinlich wäre“ im „Angesichts der chinesischen Regierungskontrollen über sensible Informationen“.
Rabbi Joseph Schalom Elyashiv verbot Juden, irgendwelchen Nutzen aus dem chinesischen Organraub zu ziehen, „auch nicht in lebensbedrohlichen Situationen.“ Andere Rabbiner waren gegen die Verwendung chinesischer Organe für Transplantationen.
Glen McGregor von der Zeitung Ottawa Citizen war von der chinesischen Ärztekammer eingeladen worden. Nachdem er Sujiatun besucht hatte, war McGregor skeptisch über die logistische Plausibilität der Vorwürfe. Je nachdem, wem man glaube, sei der Kilgour-Matas Bericht „entweder ein zwingender Beweis dafür, dass die Behauptungen über Falun Gong wahr sind … oder eine Sammlung von Vermutungen und induktiven Begründungen, die ihre eigenen Schlussfolgerungen nicht unterstützen können“.
David Ownby, Geschichtsprofessor an der Universität Montreal und Experte für Falun Gong, war der Ansicht, dass Falun-Gong-Praktizierende wahrscheinlich Kandidaten für Organraub in den Gefängnissen Chinas seien. Doch fand er, dass die Sprecher für Falun Gong mit den Behauptungen eines Konzentrationslagers „übertrieben hätten“, wodurch sie in den Augen neutraler Beobachter an Glaubwürdigkeit verlieren könnten, trotz der wirklichen Verfolgung, die Falun Gong erleidet.
Amnesty International erwähnte 2006 über die veröffentlichten Anschuldigungen, sie würden „weiterhin die Informationsquellen analysieren.“ Gosteli Hauser von AI stellte im Oktober 2015 fest, dass Organentnahmen bei Hingerichteten in China trotz der Erklärungen Huang Jiefus, dem Leiter des chinesischen Organspende-Komitees, immer noch nicht gesetzlich verboten seien.

## Weitere Ermittler
Nach Bekanntwerden der Anschuldigung des Organraubs im März 2006 und nach Veröffentlichung des Untersuchungsberichtes von Kilgour und Matas, führten weitere Ermittler unabhängige Nachforschungen durch.
Kirk Allison, stellvertretender Direktor des Programms für Menschenrechte und Medizin an der University of Minnesota, führte seine Ermittlungen bereits vor Veröffentlichung des Kilgour-Matas-Untersuchungsberichtes durch und kam zu dem Schluss, dass der Organraub an Falun-Gong-Praktizierenden tatsächlich stattfindet. Allison sagte in einer Anhörung des US-Repräsentantenhauses, dass die „kurze Zeitspanne eines Auf-Bestellung-Systems [wie in China] einen großen Vorrat an Spendern erfordert, bei denen vorher die Blutgruppe und das passende HLA überprüft wurden“, und dies würde mit den Behauptungen von Falun Gong übereinstimmen, dass eine systematische Gewebetypisierung von inhaftierten Praktizierenden stattfinde. Allison fügte hinzu, dass die involvierte Zeitbegrenzung „nicht durch eine zufällige Todesgrundlage gewährleistet werden“ könne. Von ihm über diese Sache befragte Ärzte hätten darauf hingewiesen, dass sie lebende Gefangene auswählten, um Qualität und Verträglichkeit der Organe zu gewährleisten.
Der China-Analytiker und Enthüllungsjournalist Ethan Gutmann stellte aufgrund des Kilgour-Matas-Berichts eigene Untersuchungen an und kam zu dem Ergebnis, dass von 2000 bis 2008 insgesamt 65.000 Falun-Gong-Praktizierende für ihre Organe getötet wurden, und in dieser Zeit zwischen 450.000 und eine Million Falun-Gong-Praktizierende inhaftiert waren. Im September 2014 veröffentlichte er seine Untersuchungsergebnisse in seinem Buch The Slaughter: Mass Killings, Organ Harvesting, and China’s Secret Solution to Its Dissident Problem.
Der Anthropologe und Enthüllungsjournalist Scott Carney fügte die Vorwürfe in seinem Buch The Red Market bei und schrieb: „Niemand hat gesagt, dass die chinesische Regierung ausdrücklich auf die Organe der Falun-Gong-Praktizierenden aus war … aber es scheint eine bemerkenswerte praktische und rentable Weise zu sein, sie zu entsorgen. Gefährliche politische Dissidenten wurden hingerichtet, während ihre Organe eine bequeme Einnahmequelle für Krankenhäuser und Chirurgen darstellten, und vermutlich erhielten viele wichtige chinesische Beamte Organe.“

### Medizinische Fachkreise
Die amerikanische Nationale Nierenstiftung zeigte sich „tief besorgt über die kürzlichen Anschuldigungen bezüglich der Beschaffung von Organen und Geweben durch erzwungene oder ausbeuterische Praktiken“ und dass „jede Handlung, die die ethische Praktik der Organspende und Transplantation in Frage stellt, von der weltweiten Transplantationsgesellschaft verurteilt werden sollte.“
Im Dezember 2006 gab das australische Gesundheitsministerium bekannt, dass zwei der größten Transplantationskrankenhäuser des Landes die Ausbildung von chinesischen Chirurgen untersagten, als Erwiderung auf die Befürchtungen über den Organraub an Falun-Gong-Praktizierenden und anderen Häftlingen.
Tom Treasure vom Guy’s Hospital in London fand den Kilgour-Matas-Bericht „aus medizinischer Sicht glaubwürdig“. Faktoren, die die Vorwürfe plausibel machten, waren für Treasure die Aufteilung der logistischen Elemente und technischen Schritte, wie es für Transplantationen allgemein vorgegeben ist; die Notwendigkeit der Eile; die numerische Kluft zwischen der gemeldeten Anzahl an Transplantaten im Vergleich zu anderen Ländern; die kurzen Wartezeiten; die Selbstverständlichkeit, mit dem Operationen auf dem globalen Gesundheitsmarkt angeboten werden und die routinemäßigen Blutuntersuchungen bei inhaftierten Falun-Gong-Anhängern, was für die Opfer von keinem Nutzen, aber entscheidend für Organspenden sei.
Im Dezember 2007 fordert eine Petition, die von 140 kanadischen Ärzten unterschrieben wurde, die kanadische Regierung auf, „Reisewarnungen herauszugeben und Kanadier zu warnen, dass Organtransplantationen in China fast ausschließlich von nicht zustimmenden Menschen bezogen werden, sei es zum Tode verurteilte Gefangene oder Falun-Gong-Praktizierende.“
Obwohl die chinesische Ärztekammer bereits 2007 gegenüber dem Weltärztebund erklärt hatte, dass Organtransplantationen von hingerichteten Gefangenen aufhören müssen, und geänderte Vorschriften den Transplantationstourismus untersagen würden, erhielt die Transplantationsgesellschaft auf einer Versammlung im Jahre 2010 über 30 Dokumente mit Daten hunderter Transplantationen, die in China durchgeführt wurden, bei denen die Spenderquelle wahrscheinlich hingerichtete Gefangene gewesen waren.
Im Jahr 2012 reichte die Organisation Ärzte gegen Organraub (DAFOH) eine Petition mit 2,5 Millionen Unterschriften beim UN-Hochkommissariat für Menschenrechte in Genf ein. Dies war die zweitgrößte Petition in der Menschheitsgeschichte.
Im Dezember 2015 äußerten sich führende Mediziner und Ethikexperten in einem Beitrag in BMC Medical Ethic zur Situation in China und stellten fest, dass immer noch Organe von Häftlingen für Transplantationszwecke verwendet werden, die lediglich als „freiwillige Organspenden von Bürgern“ umdeklariert worden sind. Dieser semantischer Trick diene nur dem Schönfärben der Organverwendung von zum Tode verurteilten und politischen Häftlingen.
Im Februar 2016 erklärte Huige Li, Professor für Vaskuläre Pharmakologie an der Johannes Gutenberg-Universität Mainz, bei einem Interview mit 3sat, dass telefonische Untersuchungen bei Transplantationszentren in China ergaben, dass viele dieser Zentren immer noch sehr schnell Organe zur Verfügung stellen. Beispielsweise gab ein Krankenhaus aus Guangzhou in der Provinz Henan an, „sie könnten sich sogar den Luxus leisten, nur Organe von lebenden jüngeren Spender zu nehmen, also unter 40 Jahre alt“. Das Krankenhaus wies auch darauf hin, dass eine Leber innerhalb von 3 bis 5 Tagen zur Verfügung stehe, manchmal innerhalb von zwei Wochen, sehr selten dauere es länger als einen Monat.

### Medizinische Journale
Die Untersuchungen durch Kilgour/Matas führten dazu, dass anerkannte medizinische Journale aufgrund der Verletzung medizinischer Ethik keine Artikel über Organtransplantationen in China mehr veröffentlichen.
Am 22. Februar 2011 forderten die Mediziner G. M. Danovitch, M. E. Shapiro und Jacob Lavee in einem Beitrag im American Journal of Transplantation, dass chinesische Transplantationsärzte keine Artikel mehr im AJT publizieren dürfen.
Das Journal of Clinical Investigation erklärte 2012, dass China „grundlegende Menschenrechte sowie grundlegende ethische Regeln der Transplantationsmedizin und medizinischer Ethik verletze, und auch Gefangene getötet werden, deren ‚Verbrechen‘ darin besteht, einen bestimmten politischen bzw. spirituellen Glauben zu haben.“ … „Wir verurteilen diese Praktik energisch und nehmen mit sofortiger Wirkung keinerlei Manuskripte über menschlicher Organtransplantationen mehr an, falls keine angemessene nicht erzwungene Einwilligung des Spenders vorgelegt und schlüssig begründet wird.“
Im medizinischen Journal The Lancet rief im Oktober 2011 eine Gruppe prominenter amerikanischer Chirurgen und Bioethiker zum Boykott der chinesischen Wissenschaft und Medizin auf, den Organtransplantationsbereich betreffend: „Aufgrund der von China zur Verfügung gestellten Informationen ist klar, dass nicht alle Organe für chinesische Bürger und Transplantationstouristen von freiwilligen Organspendern stammen. Die Quellen vieler dieser Organe stammen von hingerichteten Häftlingen, deren Einwilligung entweder nicht vorhanden ist oder ethisch ungültig und deren Tod möglicherweise mit der Zweckdienlichkeit eines wartenden Organempfängers abgestimmt wird.“ Der Leitautor des Artikels Dr. Arthur Caplan fügte später hinzu: „Das Töten von Häftlingen für ihre Organe ist für sich selbst unethisch, doch ist diese Praktik noch abscheulicher zu bewerten, da einige der hingerichteten Häftlingen wegen ihres religiösen oder politischen Glaubens eingesperrt wurden.“
Am 9. Februar 2015 veröffentlichte die ÄrzteZeitung einen Artikel von Huige Li zum gegenwärtigen Transplantationssystem Chinas. Li bestätigt darin, dass in China bis heute noch keine wirkliche Verhaltensänderung stattgefunden habe.

### Länder und Organisationen
Aufgrund des Untersuchungsberichtes führten Regierungen und Organisationen eigene Anhörungen und Untersuchungen durch, was zu Resolutionen, Gesetzesvorlagen und Gesetzen führte.
Vereinte Nationen: Zwischen 2006 und 2008 forderten UN-Sonderberichterstatter mehrmals die chinesische Regierung auf, ihre Fragen über die Organquellen; die kurzen Wartezeiten, um perfekt aufeinander abgestimmte Organe zu finden; und den Zusammenhang zwischen dem plötzlichen Anstieg der Organtransplantationen in China und dem Beginn der Verfolgung der Falun Gong-Praktizierenden zu beantworten. Diese Anfragen wurden von den chinesischen Behörden bis heute (2017) nicht zufriedenstellend beantwortet. Im November 2008 drückte auch der UN-Ausschuss gegen Folter seine Besorgnis über die Vorwürfe aus und forderte von China „unverzüglich eine unabhängige Untersuchung der Anschuldigungen durchzuführen“ und Maßnahmen zu ergreifen, „um sicherzustellen, dass die Verantwortlichen für diese Misshandlungen angeklagt und bestraft werden.“
Europäisches Parlament: Das Europäische Parlament verabschiedete am 12. Dezember 2013 eine Resolution, die den Organraub an Falun-Gong-Gewissenshäftlingen verurteilt. In der Resolution bekundete es unter anderem „seine tiefe Besorgnis angesichts der anhaltenden und glaubwürdigen Berichte über systematische, vom Staat gebilligte Organentnahmen an Gefangenen aus Gewissensgründen in der Volksrepublik China, die ohne Einwilligung der Betroffenen erfolgen, unter anderem in großem Umfang an Falun-Gong-Anhängern, die aufgrund ihrer religiösen Überzeugung inhaftiert sind, sowie an Angehörigen anderer religiöser und ethnischer Minderheiten.“ Die Resolution forderte die unverzügliche Freilassung aller Gewissensgefangenen und drängte China, die Anfragen der Vereinten Nationen über die bei Transplantationen verwendeten Organquellen zu beantworten. Diese Resolution wurde u. a. dem Generalsekretär der Vereinten Nationen, dem Menschenrechtsrat der Vereinten Nationen, der Regierung der Volksrepublik China sowie dem chinesischen Nationalen Volkskongress übermittelt.
Australien: Am 21. März 2013 verabschiedete der australische Senat einstimmig einen Antrag bezüglich der Berichte über Organraub in China. Der Antrag wurde dem Senat einen Tag nach einer Parlamentsanhörung vorgelegt, bei der es um den Organraub an Falun-Gong-Häftlingen ging, und die australische Regierung dazu aufforderte, strenge Gesetze gegen den internationalen Organhandel einzuführen.
Frankreich: Im September 2010 wurde in der französischen Nationalversammlung ein Gesetzentwurf gegen Organtransplantationstourismus eingebracht. In der Begründung dieses Entwurfes wird darauf hingewiesen, dass oft Organe von lebenden Spendern gegen ihren Willen verwendet werden und sich dies besonders auf die Situation der Falun-Gong-Praktizierenden in China beziehe. Mehrere Studien habe das Vorhandensein einer Organverwendung von Mitgliedern dieser Gemeinschaft enthüllt. Der Gesetzentwurf verlangt, dass Patienten die Quelle der erhaltenen Organe vor der Transplantation oder spätestens 30 Tage nach Rückkehr nachweisen müssen, und Ärzte eine Anzeigepflicht haben, Patienten der biomedizinischen Behörde zu melden, die sich im Ausland einer Transplantation unterzogen haben.
Irland: Im Juli 2017 fand im Irischen Parlament eine Anhörung vor dem gemeinsamen Ausschuss für Auswärtige Angelegenheiten, Handel und Verteidigung des Oireachtas statt. Teilnehmer waren unter anderem Ethan Gutmann, David Matas und die Transplantationschirurgen Conall O’Seaghdha und James McDaid; den Ausschuss leitete Brendan Smith. Ethan Gutmann wies darauf hin, dass in China immer noch Dissidenten das Ziel des Organraubs seien, und Chinas acht bis neun Milliarden US-Dollar schwere Transplantationsindustrie wie gehabt weitermache. David Matas forderte eine Offenlegung der Transplantationsregister Chinas, und eine irische Gesetzgebung, die die Bewerbung, Vermittlung und den Handel mit Organen verbietet und jeden strafrechtlich verfolgt, der für eine Organtransplantation nach China reist. Der Nierentransplantationschirurg James McDaid wies darauf hin, dass China „bei der Exekution von Gefangenen für den Verkauf ihrer Organe beispiellos [ist]. Mitglieder mehrerer ethnischer Gruppen und Glaubensgruppen werden für ihre Überzeugungen eingesperrt und gnadenlos hingerichtet, um ihre Organe für Transplantationen zu verwenden.“ McDaid berichtete, dass der Vatikan im Februar 2017 zur Konferenz zum „Internationalen Organhandel und Transplantationstourismus“ zwei chinesische Chirurgen eingeladen hatte, die „offen die unethischen Hinrichtungen von Gefangenen für Organe einräumten“. Conall O’Seaghdha, medizinischer Direktor des Nationalen Nierentransplantationsdienstes in Irland, verurteilte die Praxis des Transplantationstourismus und forderte das Ende des schamlosen Organraubs an lebenden Menschen in China. Brendan Smith wies darauf hin, dass bereits 2015 ein europäisches Abkommen gegen den illegalen Handel mit menschlichen Organen verabschiedet wurde, und er dem Gesundheitsminister über die Anhörung informieren werde, um eine entsprechende Gesetzgebung voranzutreiben. Smith war sich der Unterstützung der beiden Kammern des Oireachtas sicher. Ergänzend wolle er auch den Außenminister auffordern, dieses Thema beim Rat der Außenminister der Europäischen Union zu erörtern.
Israel: 2007 versuchte die chinesische Botschaft, die israelische Regierung davon abzuhalten, ein Gespräch mit David Matas über den Untersuchungsbericht des Organraubs zu führen. Israel traf Matas trotz Chinas Androhung, dass sich diese Zeugenaussage nachteilig auf die Beziehungen Chinas mit Israel auswirken würde. Im Mai 2008 verabschiedete Israels gesetzgebender Körper, die Knesset, ein neues Transplantationsgesetz, das Versicherungen davon befreit, die Kosten für Auslandstransplantationen zu tragen, wenn eine Organtransplantation in einem Land vorgenommen wurde, das für illegalen Organhandel bekannt ist. Gleichzeitig wurde der Organhandel und die Vergütung für Organe unter Strafe gestellt. Das Gesetz war zum einen das Ergebnis der Geschichte eines Patienten, der im Jahr 2005 nach China gereist war, um dort ein Herz zu bekommen. Der Patient berichtete seinem israelischen Arzt Dr. Lavee, dass die Organtransplantation bereits zwei Wochen vorher festgelegt worden war, was zu der Frage führte, wie eine Herztransplantation auf Bestellung durchgeführt werden kann. Zum anderen war es die Antwort auf eine Untersuchung, bei der israelische Behörden mehrere Männer verhafteten, die an der Vermittlung von Transplantationen chinesischer Gefangenenorganen für Israelis beteiligt waren. Ein in den Organhandel verstrickter Mann gab in einem geheimen Verhör zu, dass die Organe von „Menschen kommen, die im Gegensatz zum Regime stehen, zum Tode verurteilt worden sind und von Häftlingen von Falun Gong“.
Italien: Im März 2014 verabschiedete die italienische Kommission für Menschenrechte einstimmig eine Resolution, die die sofortige Freilassung von Falun-Gong-Praktizierenden und anderen Gewissenshäftlingen in China fordert. Am 23. November 2016 verabschiedete die italienische Abgeordnetenkammer einstimmig das im März 2015 eingebrachte Strafgesetz Artikel 601. Das Gesetz bestraft jede Person, die illegal mit Organen einer lebenden Person handelt, diese verkauft oder erwirbt, mit einer Freiheitsstrafe von drei bis zwölf Jahren und einer Geldstrafe von 50.000 bis zu 300.000 Euro. Wird die Straftat von einer im Gesundheitswesen tätigen Person verübt, wird diese von der entsprechenden Berufskammer ausgeschlossen. Wird das Verbrechen durch eine kriminelle Organisation ausgeübt, beträgt das Strafmaß 5 bis 15 Jahre Gefängnis.
Kanada: 2007 versuchte die chinesische Botschaft in Kanada die Ausstrahlung eines Dokumentarfilms über Falun Gong und den Organraub zu verhindern, der von der nationalen Fernsehgesellschaft CBC Television angesetzt worden war.
Borys Wrzesnewskyj, Mitglied des kanadischen Parlaments, stellte basierend auf den Kilgour-Matas Bericht 2008 einen Gesetzesentwurf vor (Bill C-500), der es für Kanadier illegal machte, eine Organtransplantation im Ausland durchführen zu lassen, wenn das Organ von unfreiwilligen Opfern entfernt worden war. 2009 brachte Wrzesnewskyj den Gesetzentwurf Bill C-381 ein, der den Organhandel und den Erhalt von Organen unfreiwilliger Spender verbietet. 2013 folgte der liberale Abgeordnete Irwin Cotler mit dem Gesetzentwurf Bill C-561, der sich auf Menschenhandel und Verpflanzung menschlicher Organen und anderer Körperteilen bezieht, um „strafrechtliche Sanktionen für Personen [zu] schaffen, die in Kanada oder außerhalb Kanadas wissentlich an der medizinischen Transplantation menschlicher Organe oder anderer Körperteilen beteiligt sind, die als Folge einer direkten oder indirekten Finanztransaktion entnommen beziehungsweise erworben wurden, ohne die Zustimmung des Spenders“.
2014 verabschiedete Kanada eine Resolution, die ein Ende des Missbrauchs von Transplantationsmethoden gegen religiöse und ethnische Minderheiten fordert.
Am 4. April 2017 reaktivierte der kanadische Parlamentsabgeordnete der Konservativen Partei Garnett Genuis den Gesetzentwurf Bill C-561 von 2013.
Spanien verabschiedete am 22. Juni 2010 ein Gesetz, das seinen Bürgern verbietet, ins Ausland zu reisen, um dort illegale Organtransplantationen zu erhalten. Das Gesetz wurde am 17. November 2009 vorgeschlagen, nachdem in einem Zeitungsbericht stand, dass ein spanischer Bürger nach Tianjin (China) gereist war, um dort für 130.000 $ innerhalb von 20 Tagen eine Lebertransplantation zu erhalten. Das Gesetz verbietet den Handel mit menschlichen Organen mit Gefängnisstrafen bis zu zwölf Jahren.
Taiwan: Taiwan verurteilte im Oktober 2006 „in schärfster Form“ Chinas Entnahme menschlicher Organe von hingerichteten Falun-Gong-Praktizierenden. Taiwans Gesundheitsministerium forderte taiwanesische Ärzte auf, ihren Patienten von kommerziellen Organtransplantationen im Festlandchina abzuraten. Im Juni 2015 verabschiedete Taiwan eine Änderung seines Transplantationsgesetzes, in dem der Verkauf und der Erwerb von Organen, auch aus dem Ausland, verboten ist. Das Gesetz verbietet ebenso die Verwendung von Organen hingerichteter Häftlinge.
Vereinigte Staaten von Amerika: Die USA nahmen erstmals 2009 Anschuldigungen des Organraubs im Bericht der Leitenden Kommission des Kongresses über China auf, später auch im Länderreport des US-Außenministeriums über Menschenrechte in China 2011.
Am 12. September 2012 sagte Dana Rohrabacher, Mitglied des US-Repräsentantenhauses, während einer gemeinsamen Anhörung vor dem Komitee für auswärtige Angelegenheiten: „Die KPCh und ihre Staatssicherheitsmaschine verwendet eine breite Palette von Repressionstechniken, wie beispielsweise Zensur, Schläge, Hausarrest, Zwangsarbeitslager etc. Die schauderhafteste Manifestation dieses Gangstertums ist jedoch der Organraub an politischen Häftlingen und inhaftierten religiösen Anhängern, besonders die chinesische religiöse Bewegung Falun Gong. … Den Körper einer Person, die sich an religiösen, persönlichen oder politischen Ideen beteiligt, aufzuschneiden, steht im Gegensatz zu den Wünschen der herrschenden Elite. Den Körper solch einer Person aufzuschneiden, besonders wenn der religiöse oder politische Glaube pazifistisch ist und keine Bedrohung des Regimes darstellt, ist das ungeheuerlichste Verbrechen, das ich mir vorstellen kann.“
Im Juli 2014 verabschiedete das Unterkomitee für auswärtige Angelegenheiten des US-Repräsentantenhauses einstimmig eine Resolution, die den staatlich sanktionierten Organraub an Falun-Gong-Häftlingen und Mitgliedern von Minderheiten verurteilt und ein Ende des Missbrauchs von Transplantationsmethoden gegen religiöse und ethnische Minderheiten fordert. In Erwiderung auf die Resolution des Repräsentantenhauses der Vereinigten Staaten sagte ein Sprecher der chinesischen Botschaft in den USA, dass „die sogenannte Organbeschaffung von zum Tode verurteilten Häftlingen eine fabrizierte Lüge von Falun Gong sei“. Darüber hinaus drängten Repräsentanten der chinesischen Botschaft amerikanische Gesetzgeber, Falun Gong nicht mehr zu unterstützen, noch mit ihnen „gemeinsame Sache“ zu machen.
Nach einer Anhörung im Unterkomitee für auswärtige Angelegenheiten des US-Repräsentantenhauses zum Menschenrechtsbericht 2015 und der Menschenrechtssituation in China, verabschiedete das Unterhaus im März 2016 eine Überarbeitung der Resolution 343 vom Juni 2015, die den staatlich sanktionierten Organraub an Falun-Gong-Häftlingen und anderen Minderheiten erneut verurteilte und das amerikanische Außenministerium aufforderte, eine detaillierte Analyse dieses Verbrechens vorzunehmen und im jährlichen Menschenrechtsbericht zu veröffentlichen. Des Weiteren soll die Einreise in die USA für Chinesen, die am Organraub beteiligt sind, verboten werden. Diese Resolution wurde am 13. Juni 2016 vom US-Repräsentantenhaus einstimmig verabschiedet. Der Sprecher der Chinesischen Botschaft Zhu Haiquan antwortete auf die Resolution, dass die Anschuldigungen fabriziert und grundlos seien. Er nannte Falun Gong eine Anti-China-Bewegung und forderte den Kongress erneut auf, seine Unterstützung dieser spirituellen Praktik, die Meditation mit Qigong-Übungen und einer Moralphilosophie verbinde, die sich auf die Grundsätze Ehrlichkeit und Gutherzigkeit bezieht, zurückzuziehen.

### Kilgour-Matas-Gutmann-Untersuchungsbericht
Am 22. Juni veröffentlichten David Kilgour, David Matas und Ethan Gutmann den gemeinsam erstellten Untersuchungsbericht „Bloody Harvest / The Slaughter — An Update“. Der 680 Seiten umfassende Bericht stellt eine forensische Analyse aus über 2300 Quellen dar, wie öffentlich verfügbare Zahlen chinesischer Krankenhäuser, Ärzteinterviews, die behaupten, Tausende Transplantationen durchgeführt zu haben; Medienberichte, öffentliche Erklärungen, medizinische Journale und öffentlich zugängliche Datenbanken.
Laut Untersuchungsbericht fanden seit dem Jahr 2000 bis 2016 an 712 Leber- und Nierentransplantationszentren in ganz China jährlich zwischen 60.000 und 100.000 Organtransplantationen statt, sodass bis heute annähernd 1,5 Millionen Organtransplantationen durchgeführt wurden, ohne dass China über ein funktionsfähiges Organspendesystem verfügt.
Der Bericht kommt zu den Ergebnissen, dass die Anzahl der Organtransplantationen in China weitaus höher ist, als von der chinesischen Regierung angegeben; die Organquellen für diese hohe Anzahl an Organtransplantationen von getöteten unschuldigen Uiguren, Tibetern, Mitgliedern christlicher Hauskirchen und hauptsächlich Falun-Gong-Praktizierenden stammen; und Organraub in China ein Verbrechen darstellt, in das die Kommunistische Partei, staatliche Institutionen, das Gesundheitssystem, Krankenhäuser und Transplantationsmediziner verwickelt sind.

## Chronologischer Ablauf der Reaktionen auf den Untersuchungsbericht

### 2006 bis 2010
- März 2006: Die Frau eines chinesischen Chirurgen erhob in Kanada den Vorwurf des Organraubs an Falun-Gong-Praktizierenden in China.

- Mai 2006: David Kilgour und David Matas wurden von CIPFG gebeten, die Anschuldigungen der Organentnahmen an Falun-Gong-Praktizierenden in China zu untersuchen. Der Weltärztebund forderte China abermals aufgefordert, keine Organe von Gefangenen mehr zu verwenden.[55]

- Juli 2006: Kilgour und Matas stellten ihren Untersuchungsbericht der Öffentlichkeit vor.[2] Chinas Botschaft in Kanada wies die Anschuldigungen des Organraubs zurück.[68][69] Der China-Analytiker und Enthüllungsjournalist Ethan Gutmann begann seine eigenen Untersuchungen über die Anschuldigungen des Organraubs.[87] Zwischen 2006 und 2008 forderten UN-Sonderberichterstatter die chinesische Regierung mehrmals auf, die Anschuldigungen zu widerlegen.[128]

- August 2006: Dr. Thomas Lum vom wissenschaftlichen Dienst des US-Kongresses erwähnte, dass sich der Untersuchungsbericht auf logische Schlussfolgerungen stütze, doch schienen ihm die Transkripte von Telefongesprächen aufgrund chinesischer Regierungskontrollen über sensible Informationen wenig glaubwürdig.[5] Die amerikanische Nationale Nierenstiftung zeigte sich tief besorgt über die Anschuldigungen.[8][111]

- September 2006: Kirk C. Allison, stellvertretender Direktor des Programms für Menschenrechte und Medizin an der University of Minnesota sagte in einer Anhörung vor dem US-Repräsentantenhauses, dass von ihm selbst befragte Ärzte darauf hingewiesen hätten, dass sie lebende Gefangene auswählten, um Qualität und Verträglichkeit der Organe zu gewährleisten.[12]

- Oktober 2006: Amnesty International teilte über die Anschuldigungen mit, dass sie diese weiterhin analysieren würden.[107] Taiwan verurteilte Chinas Entnahme menschlicher Organe von hingerichteten Falun-Gong-Praktizierenden,[154] und Taiwans Gesundheitsministerium forderte taiwanesische Ärzte auf, ihren Patienten Organtransplantationen in Festlandchina abzuraten.[155]

- Dezember 2006: Das australische Gesundheitsministerium gab bekannt, dass zwei der größten Transplantationskrankenhäuser Australiens die Ausbildung von chinesischen Chirurgen aufgrund der Anschuldigungen untersagt hatten.[112]

- Januar 2007: Die erweiterte Ausgabe des Untersuchungsberichtes von Kilgour und Matas wurde der Öffentlichkeit vorgestellt.[71]

- März 2007: Tom Treasure vom Guy’s Hospital in London hielt den Kilgour-Matas-Bericht aufgrund logistischer Elemente und technischer Schritte bei Organtransplantationen für glaubwürdig.[113] Die chinesische Ärztekammer erklärte gegenüber dem Weltärztebund, dass Organtransplantationen von hingerichteten Gefangenen aufhören müssten.[116][117]

- April 2007: Chinas Botschaft in Kanada wies erneut die Anschuldigungen des Organraubs zurück.[68][69] Die chinesische Botschaft in Israel versuchte, die israelische Regierung davon abzuhalten, ein Gespräch mit David Matas über den Untersuchungsbericht zu führen, doch wurde Matas trotz Chinas Androhung von Israel empfangen.[138]

- Juni 2007: Rabbi Joseph Schalom Elyashiv verbot Juden, irgendwelchen Nutzen aus dem chinesischen Organraub zu ziehen. Andere Rabbiner ebenso gegen die Verwendung chinesischer Organe für Transplantationen.[67]

- November 2007: Glen McGregor von der Zeitung Ottawa Citizen war von der chinesischen Ärztekammer eingeladen worden. Anschließend fand er, dass, je nachdem, wem man glaube, der Kilgour-Matas-Bericht entweder ein zwingender Beweis für die Anschuldigungen sei oder nur eine Sammlung von Vermutungen und induktiven Begründungen.[105] Die chinesische Botschaft in Kanada versuchte die Ausstrahlung eines Dokumentarfilms über Falun Gong und den Organraub zu verhindern.[144][145]

- Dezember 2007: Eine Petition von 140 kanadischen Ärzten forderte die kanadische Regierung auf, Kanadier zu warnen, dass in China Organe für Transplantationen fast ausschließlich von nicht zustimmenden Menschen bezogen werden.[114][115]

- Februar 2008: Borys Wrzesnewskyj, Mitglied des kanadischen Parlaments brachte einen Gesetzesentwurf ein, der Kanadier verbieten sollte, eine Organtransplantation im Ausland durchzuführen, wenn das Organ von unfreiwilligen Opfern kommt.[146]

- März 2008: David Ownby, Geschichtsprofessor an der Universität Montreal und Experte für Falun Gong, äußerte die Ansicht, dass Falun-Gong-Praktizierende wahrscheinlich Kandidaten für Organraub in den Gefängnissen Chinas seien, doch die Sprecher für Falun Gong mit den Behauptungen eines Konzentrationslagers übertrieben hätten, wodurch sie trotz der wirklichen Verfolgung an Glaubwürdigkeit verlieren könnten.[106]

- Mai 2008: Israels gesetzgebender Körper verabschiedete ein neues Transplantationsgesetz, das Organhandel verbietet und Versicherungen davon befreit, Kosten für Auslandstransplantationen zu tragen, wenn diese in einem Land vorgenommen werden, das für illegalen Organhandel bekannt ist.[139][140]

- August 2008: Kilgour und Matas wiesen in einer Presseerklärung auf weitere Beweise hin, die ihr Untersuchungsergebnis bestätigten.[72]

- November 2008: Der UN-Ausschuss gegen Folter drückte seine Besorgnis über die Vorwürfe des Organraubs aus, und forderte von China eine unabhängige Untersuchung durchzuführen und die Verantwortlichen anzuklagen.[7]

- Mai 2009: Der kanadische Parlamentsabgeordnete Borys Wrzesnewskyj brachte den Gesetzentwurf Bill C-381 ein, der den Organhandel und den Erhalt von Organen unfreiwilliger Spender verbieten soll.[147]

- Oktober 2009: Kilgour und Matas veröffentlichten ihren Untersuchungsbericht mit weiteren Beweisen in Buchform.[15]

- November 2009: In Spanien wurde ein Gesetz vorgeschlagen, das den Handel mit menschlichen Organen verbieten soll.[152][153]

- Januar 2010: Kilgour und Matas erhielten von der Internationalen Gesellschaft für Menschenrechte (IGFM) in der Schweiz den Menschenrechtspreis 2009 der[103]

- Februar 2010: Kilgour und Matas wurden für den Friedensnobelpreis 2010 nominiert.[100][104] Die USA nahmen erstmals Anschuldigungen des Organraubs im Bericht der Leitenden Kommission des Kongresses über China 2009 auf.[157]

- Juni 2010: Spanien verabschiedete ein Gesetz, das seinen Bürgern verbietet, ins Ausland zu reisen, um dort illegale Organtransplantationen zu erhalten.[152][153]

- September 2010: In der französischen Nationalversammlung wurde ein Gesetzentwurf gegen Organtransplantationstourismus eingebracht, der von Patienten den Nachweis der Organquelle verlangt, und Ärzten eine Anzeigepflicht ihrer Patienten auferlegt, die im Ausland eine Transplantation erhalten haben.[133]

- November 2010: Die Transplantationsgesellschaft erhielt auf einer Versammlung über 30 Dokumente mit Daten hunderter Transplantationen, die in China durchgeführt wurden, bei denen die Spenderquelle wahrscheinlich hingerichtete Gefangene gewesen waren.[118]

### 2011 bis 2015
- Februar 2011: Die Mediziner G. M. Danovitch, M. E. Shapiro und Jacob Lavee forderten in einem Beitrag im American Journal of Transplantation, dass chinesische Transplantationsärzte keine Artikel mehr im AJT publizieren dürfen.[122]

- Mai 2011: Der Anthropologe und Enthüllungsjournalist Scott Carney erwähnt in seinem Buch The Red Market die Vorwürfe des Organraubs und dass es „eine bemerkenswerte praktische und rentable Weise zu sein“ schien, Falun-Gong-Praktizierende „zu entsorgen“, während „viele wichtige chinesische Beamte [vermutlich] Organe“ erhielten.[110]

- Oktober 2011: Amerikanische Chirurgen und Bioethiker riefen im medizinischen Journal The Lancet zum Boykott der chinesischen Wissenschaft und Medizin, den Bereich der Organtransplantation betreffend, auf.[124] Arthur Caplan fügte hinzu, dass das Töten von Häftlingen für ihre Organe bereits unethisch sei. Noch abscheulicher sei diese Praktik jedoch zu bewerten, da einige der Hingerichteten wegen ihres religiösen oder politischen Glaubens eingesperrt wurden.[125][126]

- Januar 2012: Das Journal of Clinical Investigation verurteilte Chinas Verletzung grundlegende Menschenrechte, ethischer Regeln der Transplantationsmedizin und medizinischer Ethik, und nahm keinerlei Manuskripte chinesischer Transplantationschirurgen mehr an, die keinen schlüssigen Nachweis der nicht erzwungenen Organspende liefern konnten.[123]

- Mai 2012: Die Vereinigten Staaten von Amerika nahmen die Anschuldigungen des Organraubs im Länderreport des US-Außenministeriums über Menschenrechte in China 2011 auf.[158]

- September 2012: Dana Rohrabacher, Mitglied des US-Repräsentantenhauses, sagte während einer gemeinsamen Anhörung vor dem Komitee für auswärtige Angelegenheiten, dass die schauderhafteste Manifestation des Gangstertums der Kommunistischen Partei Chinas und ihrer Staatssicherheitsmaschine der Organraub an politischen Häftlingen und inhaftierten religiösen Anhängern, besonders der chinesischen religiösen Falun-Gong-Bewegung sei.[159]

- März 2013: Der australische Senat verabschiedete einstimmig einen Antrag bezüglich der Berichte über Organraub in China,[130][131] der die australische Regierung aufforderte, strenge Gesetze gegen den internationalen Organhandel einzuführen.[132]

- Dezember 2013: Der kanadische liberale Abgeordnete Irwin Cotler brachte den Gesetzentwurf Bill C-561 ein, der sich auf Menschenhandel und die Verpflanzung menschlicher Organe ohne Zustimmung des Spenders bezog.[148][149]

- Dezember 2013: Das Europäische Parlament verabschiedete am 12. Dezember eine Resolution, die den Organraub an Falun-Gong-Gewissenshäftlingen verurteilt und China auffordert, alle Gewissensgefangenen freizulassen und die Anfragen der Vereinten Nationen über die bei Transplantationen verwendeten Organquellen zu beantworten.[129][129]

- März 2014: Die italienische Kommission für Menschenrechte verabschiedete einstimmig eine Resolution, die die sofortige Freilassung von Falun-Gong-Praktizierenden und anderen Gewissenshäftlingen in China forderte.[141] Der kanadische Dokumentarfilm Human Harvest (auch Davids and Goliath genannt) wird auf Filmfestivals vorgestellt. Die Dokumentation folgt mit Interviews von Kilgour, Matas, Ärzten und Patienten dem Untersuchungsbericht über die Anschuldigungen des Organraubs.

- Juli 2014: Das Unterkomitee für auswärtige Angelegenheiten des US-Repräsentantenhauses verabschiedete einstimmig eine Resolution, die den staatlich sanktionierten Organraub an Falun-Gong-Häftlingen und Mitgliedern von Minderheiten verurteilt.[160][161] Die chinesische Botschaft in den USA antwortete auf die Resolution, dass die Anschuldigungen „eine fabrizierte Lüge von Falun Gong sei“,[162] und forderte die USA auf, Falun Gong nicht mehr zu unterstützen.[160]

- August 2014: Der China-Analytiker Ethan Gutmann veröffentlichte seine Untersuchungsergebnisse in seinem Buch The Slaughter: Mass Killings, Organ Harvesting, and China's Secret Solution to Its Dissident Problem,[109] und kommt zum Ergebnis, dass von 2000 bis 2008 insgesamt 65.000 Falun-Gong-Praktizierende für ihre Organe getötet wurden.[87][88][89]

- November 2014: Kanada verabschiedete im November eine Resolution, die ein Ende des Missbrauchs von Transplantationsmethoden gegen religiöse und ethnische Minderheiten forderte.[150]

- Februar 2015: Die ÄrzteZeitung veröffentlichte einen Beitrag von Huige Li, in dem dieser bestätigte, dass bis heute im Transplantationssystem Chinas keine wirkliche Verhaltensänderung stattgefunden habe.[127]

- März 2015: Der italienische Senat verabschiedete einen Gesetzentwurf,[177] der den Handel von Organen lebender Spender verbietet.[178][179]

- Juni 2015: Taiwan änderte sein Transplantationsgesetz, wodurch der Verkauf und Erwerb von Organen verboten ist.[156]

- Oktober 2015: Gosteli Hauser von Amnesty International stellte fest, dass es in China immer noch kein gesetzliches Verbot der Organentnahmen von Hingerichteten gibt.[108]

- November 2015: Kilgour und Matas wiesen bei TEDxMünchen darauf hin, dass der staatlich sanktionierte Organraub an Falun-Gong-Praktizierenden immer noch stattfinde, lediglich nicht mehr „so unverhohlen“ dafür geworben werde. Zudem habe die chinesische Regierung immer noch nicht erklärt, woher die Organe für die Transplantationen kommen.[102]

- Dezember 2015: Führende Mediziner und Ethikexperten legten in BMC Medical Ethic dar, dass China immer noch Organe von Häftlingen für Transplantationszwecke verwendet, die lediglich als „freiwillige Organspenden von Bürgern“ umdeklariert wurden.[120]

### 2016 bis 2017
- Februar 2016: 3sat strahlte die deutsche Bearbeitung des kanadischen Dokumentarfilms Human Harvest mit dem Titel „Ausgeschlachtet – Organe auf Bestellung“ aus.[180][181] Danach folgte die Talkshow „scobel: Organhandel - Der Wert des Menschen“, in der sowohl der Organhandel als moderne Variante der Sklaverei erörtert wurde, als auch die Gründe für die Entstehung dieser „besonders brutale[n] Form von Sozialdarwinismus“.[182][183]

- März 2016: Das Unterkomitee für auswärtige Angelegenheiten des US-Repräsentantenhauses verabschiedete nach einer Anhörung zum Menschenrechtsbericht 2015 und der Menschenrechtssituation in China[163] die revidierte Resolution 343[164][165], die den staatlich sanktionierten Organraub an Falun-Gong-Häftlingen und anderen Minderheiten erneut verurteilte.[166] Die Resolution 343 wurde im Juni vom US-Repräsentantenhaus einstimmig verabschiedet.[167] Die chinesische Botschaft antwortete auf die Resolution, dass die Anschuldigungen fabriziert und grundlos seien.[168]

- Juni 2016: David Kilgour, David Matas und Ethan Gutmann veröffentlichten den gemeinsam erstellten Untersuchungsbericht „Bloody Harvest / The Slaughter — An Update“,[170][171][172][173] der eine forensische Analyse aus über 2300 Quellen darstellt und unter anderem nachwies, dass im Zeitraum von 2000 bis 2015 an 712 Leber- und Nierentransplantationszentren in ganz China annähernd 1,5 Millionen Organtransplantationen durchgeführt wurden, ohne dass China über ein funktionsfähiges Organspendesystem verfügen soll.[174][175][176]

- Oktober 2016: Im britischen Unterhaus fand eine Debatte zum Thema „Organraub in China“ statt, die sich mit dem Organraub an Falun-Gong-Praktizierenden in China beschäftigte. Die Teilnehmer wurden in den geschichtlichen Ablauf von Untersuchungsergebnissen eingeführt, die von Kilgour, Matas, Gutmann und anderen Ermittlern veröffentlicht wurden.[184] Wenige Tage später wurde die Debatte vom britischen Fernsehsender BBC übertragen.[185]

- November 2016: Die italienische Abgeordnetenkammer verabschiedete einstimmig das Strafgesetz Artikel 601 das jede Person bestraft, die illegal mit Organen lebender Personen handelt, diese verkauft oder erwirbt. Das Strafmaß beinhaltet drei bis zwölf Jahre Freiheitsentzug und 50.000 bis zu 300.000 Euro Geldstrafe.[142][143]

- Juli 2017: Vor dem Ausschuss für Auswärtige Angelegenheiten, Handel und Verteidigung des irischen Parlamentes fand eine Anhörung zum Thema des Organraubs in China statt. Teilnehmer waren unter anderem Ethan Gutmann, David Matas, und der Transplantationschirurg James McDaid. Laut Gutmann mache die acht bis neun Milliarden US-Dollar schwere Transplantationsindustrie Chinas wie gehabt weiter. Matas forderte eine irische Gesetzgebung, die die Bewerbung, Vermittlung und den Handel mit Organen verbiete. Für James McDaid sei China „bei der Exekution von Gefangenen für den Verkauf ihrer Organe beispiellos“. Laut McDaid räumte der Leiter des chinesischen Organspendeausschusses Huang Jiefu im Februar „offen die unethischen Hinrichtungen von Gefangenen für Organe“ ein.[134][135][136][137]